# Chiesa di Sant'Andrea (San Casciano in Val di Pesa)
La chiesa di Sant'Andrea  (Sant'Andrea Corsini) o, come è localmente conosciuto, il convento dei Cappuccini si trova a San Casciano in Val di Pesa.

## Storia
La presenza dei Cappuccini a San Casciano è nota già dalla seconda metà del Cinquecento quando possedevano un modesto ospizio nell'allora via dell'Olio (oggi via Roma), di fronte alla chiesa di Santa Maria del Gesù. Nel secolo seguente il piccolo ospizio non era più in grado di soddisfare le esigenze dei frati e perciò si rese necessario un nuovo convento. Ermenegildo Francolini nel suo libro scrive: 

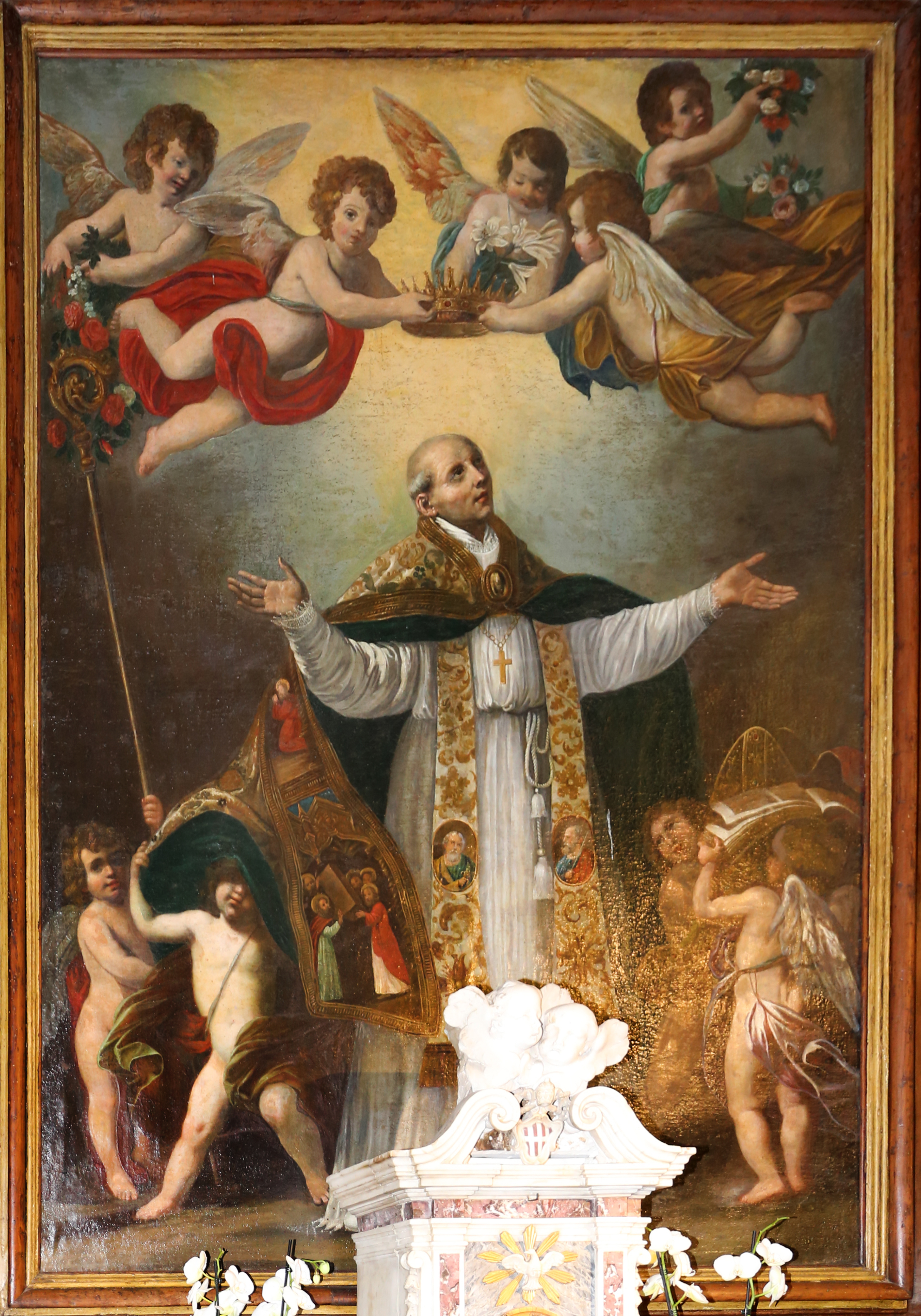
La pala di sant'Andrea Corsini

In questo passo c'è spiegato tutto l'inizio della vicenda. Le due famiglie cedettero dei loro terreni contigui: i Lucardesi il terreno volto verso San Casciano e i Corsini quello volto verso Mercatale; la costruzione avvenne tra il 1644 e il 1656. Ma altri eventi l'avevano preceduta.
Nel settembre del 1643 avvenne un fatto miracoloso: proprio nella valle sottostante un bambino di San Casciano avrebbe avuto la visione di sant'Antonio Abate. Tre settimane dopo, una domenica dell'ottobre 1643, partì dalla pieve di Santa Cecilia a Decimo una processione a cui parteciparono molti prelati dei dintorni, ben 30 frati cappuccini e gran parte della popolazione. La processione aveva lo scopo di portare una pesante croce in legno nel terreno prescelto per la costruzione. I riti si svolsero sotto la guida del pievano di Decimo Filippo di Bardo. I lavori iniziarono nel giugno 1644 e furono guidati prima da padre Vittorio da Firenze e in seguito da padre Bernardino anche lui di Firenze.
Il primo edificio ad essere costruito fu la cappella posta sulla sinistra della chiesa, opera realizzata a spese di tale Niccolò Gherardi di San Casciano, che l'anno successivo venne inaugurata e intitolata a San Francesco. Nell'estate del 1646 erano ormai costruiti il refettorio, due foresterie e parte del dormitorio con dieci celle abitabili. In un secondo tempo furono costruiti la cucina, la chiesa e il coro, la sacrestia e la cappella interna. Qualche anno più tardi il complesso venne completato con la costruzione del chiostro, della cisterna e della clausura. I lavori vennero inizialmente sostenuti dalle donazioni dei Sancascianesi ma in seguito tutte le spese se le accollò la famiglia Corsini.
La consacrazione avvenne il 2 luglio 1656 con l'intitolazione della chiesa a sant'Andrea Corsini e nel 1660 venne costituita la prima famiglia di dodici frati sotto la guida di padre Anselmo Bambagini di San Casciano. In seguito, per almeno un altro decennio, il complesso fu interessato da lavori che portarono alla costruzione della libreria, di un'infermeria, di una decina di celle, ma soprattutto si arricchì la chiesa con opere d'arte.
Il convento venne soppresso il 30 settembre 1810 e divenne di proprietà del Demanio Imperiale che lo diede in affitto fino al 1815 quando vi tornarono i frati. Nel 1845 vi fu sepolto Neri Corsini. Il convento appartiene tuttora alla famiglia Corsini.

## Descrizione

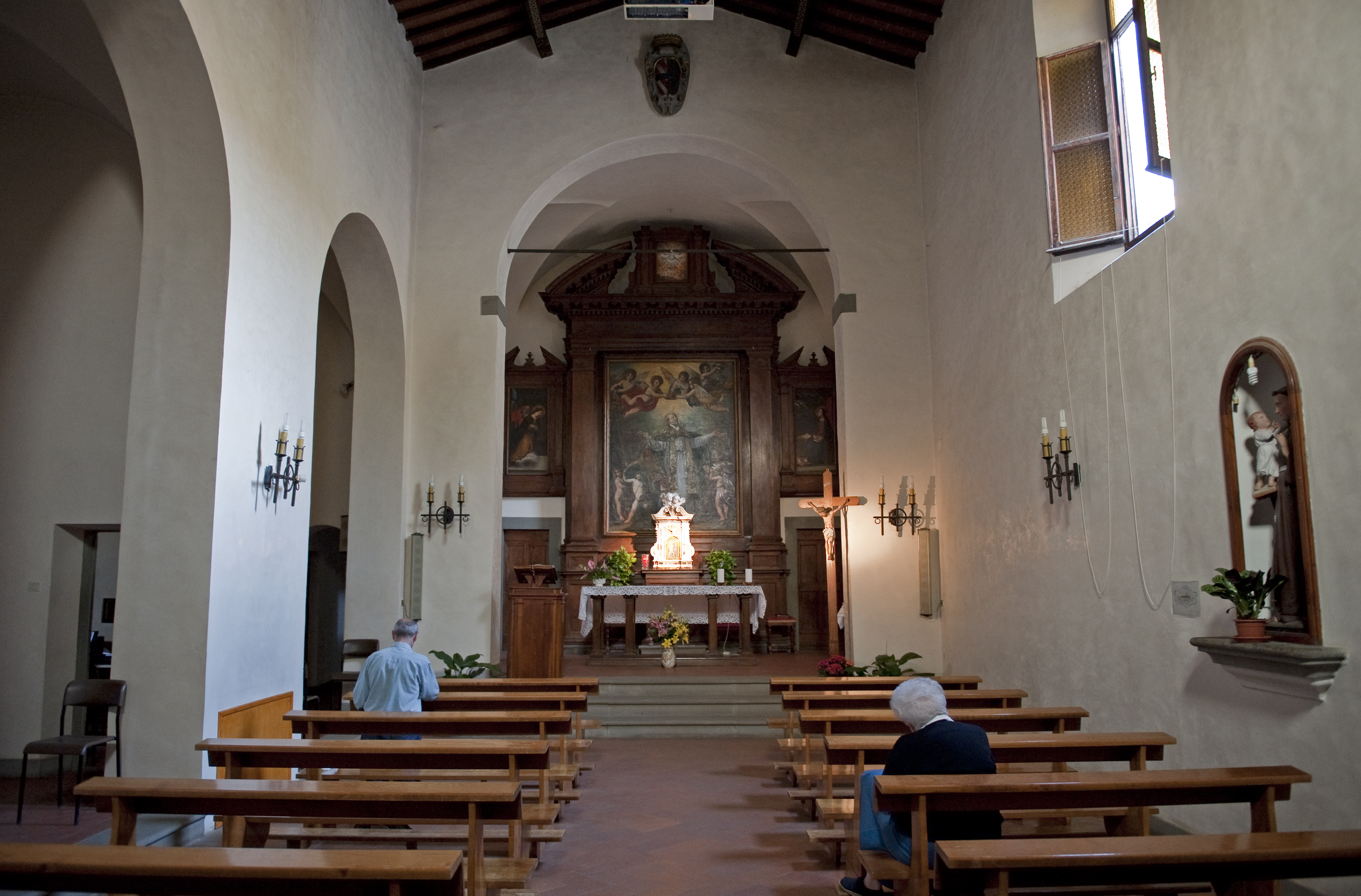
Interno

La chiesa presenta una facciata molto semplice e lineare caratterizzata dalla presenza di un portico a tre fornici, le cui colonne sono concluse da capitelli corinzi.
L'interno è ad una sola navata coperta a capriate; la zona presbiteriale è separata dal resto dell'aula da un arcone a tutto sesto; sulla chiave di volta dell'arco è posto uno stemma policromo dei Corsini/Machiavelli. La fiancata sinistra presenta tre cappelle dedicate, la prima a san Felice e con all'altare una tela raffigurante Madonna col Bambino e san Felice degli anni settanta del XVIII secolo, opera del pittore cappuccino fra Felice da Sambuca; la seconda alla Madonna con un tabernacolo al cui interno vi è una statua in cera raffigurante il volto della Madonna addolorata dono del granduca Pietro Leopoldo nel 1778 e la terza a San Francesco con all'interno un quadro raffigurante San Francesco proveniente dalla Galleria Corsini di Roma. Gli arredi lignei di queste cappelle così come l'altare maggiore sono stati realizzati internamente al monastero da abili frati intagliatori.
L'altare maggiore è decorato con una tela raffigurante la Gloria di sant'Andrea Corsini e da un ciborio in alabastro di Volterra; questo ciborio venne qui collocato il 12 marzo 1664, solo dopo che i frati ebbero ricevuto il permesso dal vescovo di Firenze poiché tale ciborio era ritenuto troppo ricco per un convento francescano. Dietro all'altare maggiore vi è il coro con gli stalli in legno e sulla parete destra è collocata una terracotta invetriata raffigurate l'Adorazione del Bambino, copia da Andrea della Robbia donata al convento da una famiglia.
All'interno del convento, molto bello, anche se piccolo e raccolto è il chiostro e nel refettorio fa bella mostra un affresco raffigurante la Fuga in Egitto e due paliotti del XVIII secolo raffiguranti rispettivamente Sant'Andrea Corsini e San Felice.
Tutto il complesso è inserito all'interno di un boschetto che fa di questa parte del paese un'insolita oasi di tranquillità. Il convento confina con Villa Le Corti.